# Franziska Preuß
Pour les articles homonymes, voir Preuß.
Franziska Preuß (ou Preuss), née le 11 mars 1994 à Wasserburg am Inn en Bavière (land allemand), est une biathlète allemande. Elle est championne du monde de la poursuite en 2025 et vainqueur du classement général de la Coupe du monde 2024-2025.

## Carrière

### Une première partie de carrière perturbée par des soucis de santé récurrents
Après des débuts dans l'équipe nationale en 2011, elle monte sur ses premiers podiums internationaux à l'occasion des Jeux olympiques d'hiver de la jeunesse de 2012, où elle gagne trois médailles d'or dont celle du sprint et la médaille d'argent de la poursuite. En 2013, elle devient à trois reprises championne d'Allemagne, collecte trois médailles aux Championnats du monde junior avec l'or en relais et le bronze sur l'individuel et la poursuite, ainsi que deux médailles aux Championnats d'Europe.
Elle débute en Coupe du monde en novembre 2013 et obtient ensuite ses premiers podiums grâce aux relais, gagnant notamment au Grand-Bornand. Elle obtient en janvier 2014 son meilleur résultat lors de la poursuite de Ruhpolding en prenant la quatrième place. Elle est ensuite sélectionnée pour les Jeux olympiques de Sotchi, où elle se classe 41e du sprint, 40e de la poursuite et onzième du relais. Un an plus tard, elle monte sur son premier podium individuel en terminant deuxième de la mass-start de Ruhpolding. Aux Championnats du monde de Kontiolahti en mars 2015, elle remporte avec Franziska Hildebrand, Vanessa Hinz et Laura Dahlmeier le titre mondial du relais avec plus d'une minute d'avance sur la France. Le dernier jour, elle obtient la médaille d'argent sur la mass-start gagnée par Valj Semerenko. Aux Championnats du monde 2016, elle ajoute deux médailles à son palmarès : l'argent du relais mixte et le bronze du relais.
La saison suivante est plus difficile, la biathlète devant renoncer à plusieurs étapes de Coupe du monde et aux Championnats du monde 2017 à cause d'infections. Aux Jeux olympiques d'hiver de 2018, elle est proche de la médaille avec sa quatrième place sur l'individuel. Elle termine aussi douzième de la mass start et huitième du relais.
En janvier 2019, elle remporte finalement sa première course en Coupe du monde à Ruhpolding, à domicile, en s'imposant sur la mass start grâce à un sans faute au tir. Elle égale sa performance de 2015 à l'issue de la saison en prenant le neuvième rang de la Coupe du monde.
En mars 2020, elle retrouve le podium à deux reprises, en finissant troisième de la mass-start de Nové Město puis deuxième du sprint de Kontiolahti cinq jours plus tard. Ses bons résultats de fin d'hiver lui permettent de grimper au sixième rang de la Coupe du monde 2019-2020.
Elle effectue sa meilleure saison jusque là en 2020-2021. Même si elle ne signe que quatre podiums sans victoire, elle termine à la troisième place du classement général de la Coupe du monde, grâce à sa régularité aux avant-postes avec dix-neuf top 10.
Lors des trois années suivantes, sa carrière est à nouveau perturbée par divers problèmes de santé qui lui font manquer de nombreuses courses. Entre décembre 2021 et janvier 2022, elle est forfait sur quatre étapes. Elle fait son retour en février pour participer aux Jeux olympiques à Pékin, où elle obtient la médaille de bronze du relais avec l'équipe d'Allemagne. En 2022-2023, elle ne dispute que sept courses (trois étapes). Lors de l'hiver 2023-2024, elle remonte sur le podium à trois reprises pour autant de deuxièmes places, mais doit mettre prématurément un terme à sa saison après les mondiaux 2024 à Nove Mesto.

### 2024-2025: championne du monde de la poursuite et consécration avec le gros globe de cristal
Elle aborde la saison 2024-2025 en ayant enfin mis ses soucis de santé de côté. Elle joue les premiers rôles dès le début de l'hiver et s'empare durablement du dossard jaune à l'issue du sprint qu'elle remporte à Hochfilzen le 13 décembre. Elle signe une seconde victoire en s'imposant sur la poursuite au Grand-Bornand neuf jours plus tard.
Le 12 février 2025, en ouverture des championnats du monde à Lenzerheide, elle obtient la médaille de bronze du relais mixte en compagnie de Selina Grotian, Philipp Nawrath et Justus Strelow. Elle décroche ensuite la médaille d'argent sur le sprint derrière Justine Braisaz-Bouchet et devant Suvi Minkkinen, puis le titre mondial de la poursuite devant Elvira Öberg et Justine Braisaz-Bouchet.
En Coupe du monde en mars, elle voit son dossard jaune sérieusement convoité par Lou Jeanmonnot qui grignote peu à peu son retard au classement. Lors de la dernière étape à Oslo, Franziska Preuß doit ainsi livrer avec la Française une lutte de très haut niveau dans la quête du gros globe de cristal. Elle remporte d'abord le sprint avec seulement deux dixièmes de seconde d'avance sur Jeanmonnot et s'adjuge le globe de la spécialité. Mais le jour suivant Lou Jeanmonnot prend sa revanche en remportant la poursuite et Franzika Preuß, après un mauvais début de course, ne peut que limiter la casse en finissant cinquième. Elle cède alors son dossard jaune à la Française pour cinq points. Le 23 mars 2025, la mass-start finale s'annonce décisive pour les deux adversaires. Celles-ci jouent aux avant-postes et se livrent à un chassé-croisé au fil de l'épreuve, affichant toutes les deux une solidité mentale remarquable. Finalement elles sortent pratiquement ensemble en tête à l'issue du dernier tir, Jeanmonnot en premier. Pour l'une et l'autre, il faut impérativement finir devant son adversaire pour gagner le gros globe. Dans les huit cent derniers mètres, la course s'anime, Franziska Preuß place une accélération pour déborder la Française peu avant un virage prononcé à l'entrée du stade. Jeanmonnot, qui tient la corde, part à la faute dans le virage et trébuche, laissant l'Allemande s'envoler vers une triple victoire : la mass-start du jour, le petit globe de la spécialité et le gros Globe de cristal du classement général de la Coupe du monde 2024-2025, avec vingt points d'avance sur la Française.

## Vie en dehors du biathlon
En 2016, il est révélé qu'elle entretient une relation amoureuse avec le biathlète Simon Schempp.

## Palmarès

### Jeux olympiques
| Édition / Épreuve | Individuel | Sprint | Poursuite | Mass start | Relais                              | Relais mixte |
| ----------------- | ---------- | ------ | --------- | ---------- | ----------------------------------- | ------------ |
| Sotchi 2014       | DNF        | 41e    | 40e       | —          | 11e                                 | —            |
| Pyeongchang 2018  | 4e         | —      | —         | 12e        | 8e                                  | —            |
| Pékin 2022        | 25e        | 30e    | 15e       | 8e         | Médaille de bronze, Jeux olympiques | —            |

Légende :
- : première place, médaille d'or
- : deuxième place, médaille d'argent
- : troisième place, médaille de bronze
- — : non disputée par Preuß
- DNF : abandon

### Championnats du monde
| Édition / Épreuve       | Individuel | Sprint                   | Poursuite            | Mass start               | Relais                    | Relais mixte              | Relais mixte simple              |
| ----------------------- | ---------- | ------------------------ | -------------------- | ------------------------ | ------------------------- | ------------------------- | -------------------------------- |
| Kontiolahti 2015        | —          | 14e                      | 13e                  | Médaille d'argent, monde | Médaille d'or, monde      | —                         | Épreuve inexistante à cette date |
| Holmenkollen 2016       | —          | 14e                      | 6e                   | 8e                       | Médaille de bronze, monde | Médaille d'argent, monde  | Épreuve inexistante à cette date |
| Östersund 2019          | 38e        | 16e                      | 27e                  | 19e                      | —                         | —                         | —                                |
| Antholz-Anterselva 2020 | 5e         | 8e                       | 7e                   | 8e                       | Médaille d'argent, monde  | 4e                        | Médaille d'argent, monde         |
| Pokljuka 2021           | 7e         | 8e                       | 5e                   | 6e                       | Médaille d'argent, monde  | 7e                        | 7e                               |
| Nové Město 2024         | 15e        | 6e                       | 6e                   | 11e                      | —                         | 5e                        | —                                |
| Lenzerheide 2025        | 10e        | Médaille d'argent, monde | Médaille d'or, monde | 7e                       | 5e                        | Médaille de bronze, monde | Médaille de bronze, monde        |

Légende :
- : première place, médaille d'or
- : deuxième place, médaille d'argent
- : troisième place, médaille de bronze
- : pas d'épreuve
- — : non disputée par Preuß

### Coupe du monde
- 1 gros globe de cristal en 2025.
- 3 petits globe de cristal
  - Vainqueur du classement de la mass start en 2015 et en 2025.
  - Vainqueur du classement du sprint en 2025.
- 67 podiums :
  - 30 podiums individuels : 6 victoires, 14 deuxièmes places et 10 troisièmes places.
  - 27 podiums en relais : 10 victoires, 8 deuxièmes places et 9 troisièmes places.
  - 5 podiums en relais mixte : 1 victoire, 1 deuxième place et 3 troisièmes places.
  - 5 podiums en relais simple mixte : 2 deuxièmes places et 3 troisièmes places.

Mis à jour le 23 mars 2025

#### Classements en Coupe du monde
| Saison    | Individuel | Individuel | Sprint | Sprint   | Poursuite | Poursuite | Mass start | Mass start | Général | Général  |
| Saison    | Points     | Position   | Points | Position | Points    | Position  | Points     | Position   | Points  | Position |
| --------- | ---------- | ---------- | ------ | -------- | --------- | --------- | ---------- | ---------- | ------- | -------- |
| 2013-2014 | 25         | 26e        | 140    | 21e      | 149       | 13e       | 65         | 16e        | 379     | 18e      |
| 2014-2015 | 47         | 19e        | 196    | 13e      | 197       | 8e        | 218        | 1re        | 658     | 9e       |
| 2015-2016 | 22         | 40e        | 203    | 11e      | 213       | 9e        | 95         | 18e        | 533     | 12e      |
| 2016-2017 | 43         | 24e        | 58     | 45e      | 92        | 34e       | 38         | 33e        | 231     | 35e      |
| 2017-2018 | 20         | 38e        | 99     | 25e      | 113       | 21e       | 74         | 25e        | 306     | 22e      |
| 2018-2019 | 58         | 16e        | 180    | 12e      | 182       | 9e        | 152        | 7e         | 572     | 9e       |
| 2019-2020 | 109        | 5e         | 215    | 6e       | 133       | 10e       | 116        | 17e        | 573     | 6e       |
| 2020-2021 | 59         | 13e        | 267    | 7e       | 240       | 3e        | 183        | 2e         | 840     | 3e       |
| 2021-2022 | 18         | 40e        | 137    | 25e      | 108       | 22e       | 94         | 13e        | 357     | 21e      |
| 2022-2023 |            |            | 36     | 52e      | 53        | 34e       | 26         | 35e        | 115     | 42e      |
| 2023-2024 | 109        | 6e         | 193    | 10e      | 201       | 11e       | 36         | 28e        | 539     | 11e      |
| 2024-2025 | 190        | 2e         | 414    | 1re      | 319       | 3e        | 355        | 1re        | 1278    | 1re      |

#### Victoires
| Saison    | Individuel | Sprint                  | Poursuite                                   | Mass start   | Total |
| 2018-2019 |            |                         |                                             | Ruhpolding   | 1     |
| 2024-2025 |            | Hochfilzen Holmenkollen | Le Grand-Bornand Lenzerheide (Ch. du monde) | Holmenkollen | 5     |
| Total     | 0          | 2                       | 2                                           | 2            | 6     |

Dernière mise à jour le 23 mars 2025

#### Résultats détaillés en Coupe du monde
| 2013-2014 |        |        |         |         |        |        |        |        |        |        |        |        |        |        | .      | .      | .       | .      |        |         |        |         |         |         |        |         |        | 18e |
| 2013-2014 | IN 43e | SP 26e | PU Ann. | SP 20e  | PU 12e | SP 6e  | PU 11e | SP 52e | PU 30e | MS 21e | IN 16e | PU 4e  | SP 7e  | PU 21e | SP 40e | PU 39e | IN DNF  | MS     | SP 57e | PU N.P. | MS 20e | SP      | SP      | PU      | SP 11e | PU 24e  | MS 15e | 18e |
| 2014-2015 |        |        |         |         |        |        |        |        |        |        |        |        |        |        |        |        |         |        | .      | .       | .      | .       |         |         |        |         |        | 9e  |
| 2014-2015 | IN 16e | SP 21e | PU 12e  | SP 10e  | PU 6e  | SP 38e | PU 19e | MS 8e  | SP 4e  | MS 6e  | SP 42e | MS 2e  | SP 9e  | PU 9e  | SP     | PU     | IN 19e  | SP 39e | SP 14e | PU 13e  | IN     | MS 2e   | SP 6e   | PU 3e   | MS 6e  |         |        | 9e  |
| 2015-2016 |        |        |         |         |        |        |        |        |        |        |        |        |        |        |        |        |         |        |        | .       | .      | .       | .       |         |        |         |        | 12e |
| 2015-2016 | IN 19e | SP 4e  | PU 6e   | SP 21e  | PU 11e | SP 9e  | PU 5e  | MS 10e | SP     | PU     | MS     | IN     | MS     | SP     | PU     | SP 6e  | MS 11e  | SP 36e | PU 14e | SP 14e  | PU 6e  | IN      | MS 8e   | SP 6e   | PU 5e  | MS Ann. |        | 12e |
| 2016-2017 |        |        |         |         |        |        |        |        |        |        |        |        |        |        |        | .      | .       | .      | .      |         |        |         |         |         |        |         |        | 35e |
| 2016-2017 | IN 4e  | SP 25e | PU 14e  | SP      | PU     | SP 10e | PU 6e  | MS 6e  | SP     | PU     | MS     | SP 30e | PU 14e | IN     | MS     | SP     | PU      | IN     | MS     | SP      | PU     | SP      | PU      | SP      | PU     | MS      |        | 35e |
| 2017-2018 |        |        |         |         |        |        |        |        |        |        |        |        |        |        |        | .      | .       | .      | .      |         |        |         |         |         |        |         |        | 22e |
| 2017-2018 | IN 30e | SP 41e | PU 26e  | SP      | PU     | SP 48e | PU 51e | MS     | SP 12e | PU 21e | IN 32e | MS     | SP 20e | PU 10e | MS 8e  | SP     | PU      | IN 4e  | MS 12e | SP 20e  | MS     | SP 30e  | PU 25e  | SP 24e  | PU 10e | MS 5e   |        | 22e |
| 2018-2019 |        |        |         |         |        |        |        |        |        |        |        |        |        |        |        |        |         |        |        | .       | .      | .       | .       |         |        |         |        | 9e  |
| 2018-2019 | IN 10e | SP 9e  | PU 9e   | SP 28e  | PU 23e | SP 16e | PU 11e | MS 7e  | SP 45e | PU 6e  | SP 10e | MS 1re | SP     | PU     | MS     | SI 17e | SP Ann. | SP 49e | PU 27e | SP 16e  | PU 27e | IN 38e  | MS 19e  | SP 2e   | PU 7e  | MS 8e   |        | 9e  |
| 2019-2020 |        |        |         |         |        |        |        |        |        |        |        |        |        | .      | .      | .      | .       |        |        |         |        |         |         |         |        |         |        | 6e  |
| 2019-2020 | SP 4e  | IN 12e | SP 54e  | PU N.P. | SP 12e | PU 7e  | MS 8e  | SP     | MS     | SP 14e | PU 12e | IN 5e  | MS     | SP 8e  | PU 7e  | IN 5e  | MS 8e   | SP 13e | MS 3e  | SP 2e   | PU 9e  | SP Ann. | PU Ann. | MS Ann. |        |         |        | 6e  |
| 2020-2021 |        |        |         |         |        |        |        |        |        |        |        |        |        |        |        | .      | .       | .      | .      |         |        |         |         |         |        |         |        | 3e  |
| 2020-2021 | IN 18e | SP 23e | SP 16e  | PU 7e   | SP 3e  | PU 8e  | SP 4e  | PU 6e  | MS 9e  | SP 14e | PU 18e | SP 6e  | MS 2e  | IN 33e | MS 4e  | SP 8e  | PU 5e   | IN 7e  | MS 6e  | SP 8e   | PU 5e  | SP 4e   | PU 3e   | SP 23e  | PU 6e  | MS 3e   |        | 3e  |
| 2021-2022 |        |        |         |         |        |        |        |        |        |        |        |        |        |        |        | .      | .       | .      | .      |         |        |         |         |         |        |         |        | 21e |
| 2021-2022 | IN 23e | SP 7e  | SP 5e   | PU 5e   | SP 18e | PU 38e | SP     | PU     | MS     | SP     | PU     | SP     | PU     | IN     | MS     | IN 25e | SP 30e  | PU 15e | MS 8e  | SP 32e  | PU 8e  | SP 12e  | MS 5e   | SP 45e  | PU 10e | MS 2e   |        | 21e |
| 2022-2023 |        |        |         |         |        |        |        |        |        |        |        |        |        |        | .      | .      | .       | .      |        |         |        |         |         |         |        |         |        | 42e |
| 2022-2023 | IN     | SP     | PU      | SP 25e  | PU 26e | SP 24e | PU 10e | MS 15e | SP     | PU     | IN     | MS     | SP 38e | PU 34e | SP     | PU     | IN      | MS     | SP     | PU      | IN     | MS      | SP      | PU Ann. | MS     |         |        | 42e |
| 2023-2024 |        |        |         |         |        |        |        |        |        |        |        |        |        |        | .      | .      | .       | .      |        |         |        |         |         |         |        |         |        | 11e |
| 2023-2024 | IN 2e  | SP 4e  | PU 2e   | SP      | PU     | SP 7e  | PU 4e  | MS 7e  | SP 2e  | PU 7e  | SP 9e  | PU 6e  | SI 8e  | MS     | SP 6e  | PU 6e  | IN 15e  | MS 11e | IN     | MS      | SP     | PU      | SP      | PU      | MS     |         |        | 11e |
| 2024-2025 |        |        |         |         |        |        |        |        |        |        |        |        |        |        | .      | .      | .       | .      |        |         |        |         |         |         |        |         |        | 1re |
| 2024-2025 | SI 5e  | SP 4e  | MS 3e   | SP 1re  | PU 3e  | SP 2e  | PU 1re | MS 2e  | SP 28e | PU 20e | IN 2e  | MS 2e  | SP 3e  | PU 3e  | SP 2e  | PU 1re | IN 10e  | MS 7e  | SP 15e | PU 13e  | SI 3e  | MS 5e   | SP 1re  | PU 5e   | MS 1re |         |        | 1re |

### Championnats d'Europe
- Bansko 2013 :
  -  Médaille d'or en relais.
  -  Médaille d'argent à la poursuite.

### Championnats du monde junior
- Médaille d'or du relais en 2013.
- Médaille de bronze de l'individuel et de la poursuite en 2013.

### Jeux olympiques de la jeunesse
- 2012
  -  Médaille d'or en sprint, en relais mixte et en relais mixte ski de fond/biathlon.
  -  Médaille d'argent en poursuite.

### Championnats d'Allemagne
- 3 titres en 2013 : individuel, poursuite et mass start.
- 2 titres en 2016 : sprint et mass start.